# Hestiochora occidentalis
Hestiochora occidentalis là một loài bướm đêm thuộc họ Zygaenidae. Nó là loài đặc hữu của khu vực ôn hòa của Tây Úc.
Chiều dài cánh trước là 7,5–9 mm cho con đực và 8,5–9 mm đối với con cái. Nó là loài sinh sống ở vùng nhiệt đới với khả năng nhiều thế hệ một năm. Loài này sinh sống ở nơi có nhiều cây Eucalyptus calophylla, Eucalyptus marginata và Eucalyptus rudis.